# هیرویوکی کیتازومه
هیرویوکی کیتازومه (انگلیسی: Hiroyuki Kitazume; ۲۴ ژوئیهٔ ۱۹۶۱ – ) پویانما، و کارگردان فیلم اهل ژاپن بود.